# 4213 Njord
A 4213 Njord (ideiglenes jelöléssel 1987 ST4) a Naprendszer kisbolygóövében található aszteroida. Poul Jensen fedezte fel 1987. szeptember 25-én.